# Bojacá
Bojacá – miasto w Kolumbii, w departamencie Cundinamarca.